# Macrocitose
Macrocitose ou Megalocitose (do latim, macro/megalo-grande, -cito célula) é um termo médico para glóbulos vermelhos maiores que o normal, mais especificamente com volume corpuscular médio maior que 100 femtolitros (10^-15L). Normalmente não causa sinais ou sintomas só sendo detectado incidentalmente em exames de sangue de rotina ou para outras doenças.
Pode estar associada a anemia megaloblástica, a anemia perniciosa ou ser independente de anemia. Não é um diagnóstico final.

## Causas
É o sintoma de várias doenças, sendo suas causas mais comuns: 
- Efeito colateral de medicamentos para câncer, HIV, doenças auto-imunes ou convulsões;
- Alcoolismo;
- Deficiência de vitamina B12
- Deficiência de ácido fólico;
- Doença hepática;
- Leucemia;
- Hipotireoidismo;
- Reticulocitose;
- Aumento da produção de glóbulos vermelhos pela medula óssea (regeneração) para corrigir a anemia ou perda de sangue.

É mais comum durante a gravidez.

## Sinais e sintomas
Frequentemente está associado com anemia e possui sintomas similares, que só aparecem em casos graves:
- Falta de ar;
- Palpitações;
- Fadiga;
- Palidez;
- Dor no peito.

Aumenta o risco de carcinoma gástrico para 4% e agrava doenças cardiovasculares, respiratórias e nutricionais.